# Ansaldo A.1 Balilla
Die Ansaldo A.1 Balilla  war das erste erfolgreiche italienische Jagdflugzeug während des Ersten Weltkriegs.

## Entwicklung
Das Konstrukteurteam Umberto Savoia, Rodolfo Verduzio und Celestino Rosatelli hatte bereits die erfolgreiche Ansaldo S.V.A. entworfen, die jedoch nicht wie geplant als Jagdflugzeug, sondern eher als Fernbomber und -aufklärer geeignet war. Somit blieb es seitens des italienischen Corpo Aeronautico Militare bei der Abhängigkeit von französischen Lieferungen oder Lizenzfertigungen der Hanriot HD.1, der SPAD S.VII und der SPAD S.XIII. Daher lag die Entwicklung eines italienischen Jagdflugzeugtyps nahe. Ansaldo beauftragte seinen Technischen Direktor Giuseppe Brezzi mit dem Bau eines Prototyps auf Basis der bereits flugreifen Ansaldo S.V.A.
Der mit Sperrholz verkleidete Holzrumpf besaß den für Ansaldo typischen fünfeckigen Querschnitt. Die Tragflächen waren mit Leinwand bespannt und durch einstielige Streben verbunden.
Das Flugzeug wurde von einem 6-Zylinder-SAP-Reihenmotor mit 200 PS angetrieben, der auf einen Zweiblattpropeller aus Holz mit einem Durchmesser von 2,5 m wirkte. Sein 140 Liter fassender Kraftstofftank konnte im Fall eines Treffers per Hebel vom Piloten durch eine Luke im Boden abgeworfen werden. Für diesen Fall konnte der Pilot einen kleinen, in der Mitte des oberen Flügels angebrachten Nottank zuschalten, um die Kraftstoffversorgung noch einige Minuten bis zur Notlandung zu gewährleisten. Als Bewaffnung wurden zwei synchronisierte Vickers-Maschinengewehre in halboffener Position neben dem Motor angebracht.
Der erste Prototyp wurde ab Juli 1917 auf dem Turiner Flugplatz der Società Italiana Transarea (S.I.T.) erprobt, die in Lizenz französische Baumuster von Blériot und Voisin produziert hatte und 1918 von Ansaldo endgültig als Werk 3 übernommen wurde. Im Dezember wurde die A.1 der Abnahmekommission des Corpo Aeronautico Militare vorgestellt, wo sie mit dem Pomilio Gamma konkurrierte. Erfahrene Frontflieger, darunter Hauptmann Pier Ruggero Piccio, Major Francesco Baracca und Leutnant Fulco Ruffo di Calabria, flogen die Maschine. Nach deren Gutachten war die Manövrierfähigkeit zwar besser als die der Ansaldo S.V.A., lag aber immer noch deutlich hinter der der Nieuport 17, der Hanriot HD.1 und der Spad S.XIII zurück. So verlor das Flugzeug schnell Höhe in den Kurven und war danach schwierig wieder hochzuziehen. Chefingenieur Brezzi überarbeitete die Konstruktion: Er vergrößerte die Spannweite und das Leitwerk und brachte die Maschinengewehre unter der Motorabdeckung an, um ein Einfrieren der Verschlüsse in großer Flughöhe zu vermeiden. Die Kompression des Motors wurde erhöht und die Leistung des 200-PS-Motors SPA 6A auf 220 PS erhöht. Die so verbesserte Maschine wurde nun als Ansaldo A.1bis bezeichnet und erhielt werbewirksam den Beinamen „Balilla“, nach dem so gerufenen populären Genueser Nationalhelden aus dem 17. Jahrhundert Giovan Battista Perasso.

## Einsatz

### Erster Weltkrieg
Das Flugzeug ging zur Fronterprobung an die 91a Squadriglia, die noch kurz zuvor unter dem Kommando des gefallenen Jagdfliegers Baracca gestanden hatte. Erneut erwies sich, dass das Flugzeug zwar schnell, aber unhandlich und schwer zu steuern war. Somit war der A.1bis für den im taktischen Luftkampf erforderlichen Kurvenflug kaum geeignet. Trotzdem wurde das Flugzeug in Dienst gestellt, da die inzwischen veralteten Nieuports und Hanriots den neuen deutsch-österreichischen Maschinen deutlich unterlegen waren und weil der chronische Mangel an Frontflugzeugen dringend gelöst werden musste. So gab das Commissariato Generale d’Aeronautica eine Bestellung über 1.600 Exemplare auf, von denen die erste Serie von 100 Flugzeugen im Juli 1918 an die Front gelangte. Diese wurden zunächst an die Squadriglia 91 und die Luftverteidigungsstaffeln 241 und 303 sowie an die Flugschule Malpensa und die Flugzeugschießschule Fubara geliefert. Ein Exemplar wurde öffentlichkeitswirksam dem Fliegerhelden Antonio Locatelli persönlich übereignet – der jedoch unglücklicherweise nur eine Woche später mit einer Panne notlanden musste und in Gefangenschaft geriet. Die weiteren Erfolge der A.1 blieben bescheiden: Innerhalb von vier Monaten gelang nur der Abschuss eines einzigen Feindflugzeugs, als am 8. Oktober 1918 Leutnant Leopoldo Eleutari im Zusammenwirken mit einer Hanriot einen österreichischen Oeffag D.III-Einsitzer über Santa Lucia di Piave abschoss.
Bis zum Ende 1918 lieferte Ansaldo alle 200 bestellten A.1 aus. Zum Zeitpunkt des Waffenstillstands waren 186 Flugzeuge im Einsatz, die bis auf 47 zur Pilotenausbildung benötigte Flugzeuge in Depots eingelagert wurden.
Ansaldo bemühte sich, die Balilla durch zahlreiche Werbeflüge landesweit bekannt zu machen.

### Polnische Luftstreitkräfte

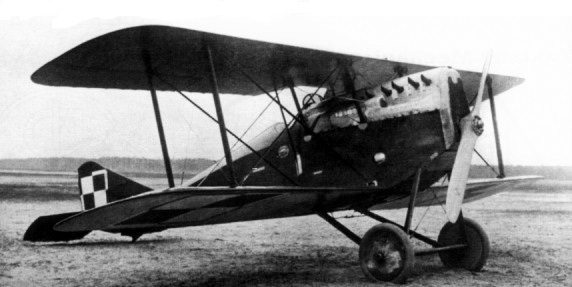
Polnische A.1 in Warschau

Einige A.1 gelangten 1919 in den Dienst der polnischen Armee, nachdem ein Beschaffungsteam der neuen polnischen Streitkräfte auf der Suche nach Rüstungslieferungen Italien besucht hatte. Im Januar 1919 trafen 10 Flugzeuge zur Erprobung in Warschau ein und beeindruckten die zumeist aus den USA stammenden Piloten durch ihre Wendigkeit (sic!), Geschwindigkeit und Reichweite. Am 25. Mai gelangten die A.1 im zusammen mit einigen Albatros D.III in die berühmte, aus US-Freiwilligen aufgestellte 7. Staffel (Eskadra Kosciuszkowska), die im Polnisch-Sowjetischen Krieg eingesetzt wurde. Diese hatten zwar keine Luftkämpfe zu bestehen, bei den Bodenangriffen gegen russische Transporteinheiten und die 1. Kosakenarmee unter General Semjon Michailowitsch Budjonny in der Ukraine gingen jedoch 9 Balillas verloren. Nachdem die polnischen Behörden weitere 25 Flugzeuge gekauft hatten, ließen sie 100 Maschinen in Lizenz von der Lubelska Wytwórnia Samolotów in Lublin herstellen. Diese wurden allerdings erst ab Juli 1921 geliefert und kamen damit für den Kriegseinsatz zu spät. Die polnischen Flugzeuge überzeugten jedoch nicht. Sie waren nicht nur 80 kg schwerer, sondern litten auch unter Motorproblemen und schlechter Verarbeitung der Schweißnähte. Nach einigen schweren Unfällen wurde die Order 1924 auf zunächst 80, dann auf die bis dahin gelieferten 57 gekürzt. Ab 1925 wurden die A.1 ausgemustert und bis 1927 vollständig außer Dienst genommen.

### Russische Weiße Armee
Die Weiße Russische Armee hatte 1920 ebenfalls 30 unbewaffnete Flugzeuge geordert, von denen 18 bis April 1922 geliefert wurden. Sie kamen im Bürgerkrieg zunächst bei Charkow zum Einsatz, später – z. T. mit Skikufen ausgerüstet – an der Ostsee und am Schwarzen Meer. Eine A.1 wurde von der Roten Armee erbeutet und ihrerseits gegen die Weißen Truppen eingesetzt. Nach dem Sieg der Bolschewiki wurden die noch vorhandenen Flugzeuge übernommen und in die sowjetrussischen Fliegerabteilungen eingegliedert, wo sie bis 1926 flogen.

### Lettische Fliegertruppe
1921 bestellte Lettland 13 Flugzeuge, obwohl der in Riga vorgenommene Testflug mit einem schweren Unfall endete. Lettische Maschinen erhielten eine zusätzliche Wärmevorrichtung für den Wintereinsatz.

### Amerika
Ansaldo stellte weitere Flugzeuge auf Werbeveranstaltungen in Nord- und Südamerika vor. Der Angebotspreis für Privatkunden betrug 6.000 $. Das US-Fliegerass Eddie Rickenbacker erzielte 1920 einen Geschwindigkeitsrekord, und eine weitere Balilla mit Curtiss D-12-Motor gewann 1921 das US-Pulitzer-Luftrennen.
Vier Flugzeuge gelangten nach Argentinien und Uruguay, dann nach Peru und Honduras, blieben jedoch unverkauft. Nur Mexiko kaufte 1920 ein Flugzeug und gliederte es in seine Fuerza Aérea Mexicana ein. Ansaldo ließ daraufhin das Geschäft mit der A.1 fallen; die Firma wurde bald darauf von Fiat übernommen.

## Technische Daten
| Kenngröße             | Daten A.1bis                                                                |
| --------------------- | --------------------------------------------------------------------------- |
| Besatzung             | 1                                                                           |
| Länge                 | 6,84 m                                                                      |
| Spannweite            | 7,68 m                                                                      |
| Höhe                  | 2,53 m                                                                      |
| Flügelfläche          | 21,2 m²                                                                     |
| Leermasse             | 640 kg                                                                      |
| Startmasse            | 885 kg                                                                      |
| Antrieb               | ein flüssigkeitsgekühlter Sechszylinder-Reihenmotor SPA 6A, 265 PS (195 kW) |
| Höchstgeschwindigkeit | 220 km/h                                                                    |
| Steigrate             | 2,7 m/s                                                                     |
| Gipfelhöhe            | 5000 m                                                                      |
| Reichweite            | 660 km                                                                      |
| Flugzeit              | 1:30 h                                                                      |
| Bewaffnung            | 2 MG                                                                        |

Leistungsvergleich mit anderen Flugzeugtypen im Fronteinsatz (Herbst 1918)
| Name                   | Land                   | Motorstärke | max. Geschwindigkeit | Startmasse | Bewaffnung                | Gipfelhöhe |
| ---------------------- | ---------------------- | ----------- | -------------------- | ---------- | ------------------------- | ---------- |
| Ansaldo A.1            | Italien                | 220 PS      | 220 km/h             | 885 kg     | 2                         | 5.000 m    |
| Ansaldo S.V.A.5        | Italien                | 265 PS      | 237 km/h             | 975 kg     | 2 und 90 kg Bomben        | 7.000 m    |
| Fokker D.VII           | Deutsches Reich        | 180 PS      | 189 km/h             | 910 kg     | 2                         | 6.000 m    |
| Fokker D.VIIF          | Deutsches Reich        | 226 PS      | 205 km/h             | 910 kg     | 2                         | 7.000 m    |
| Pfalz D.VIII           | Deutsches Reich        | 160 PS      | 190 km/h             | 740 kg     | 2                         | 7.500 m    |
| Pfalz D.XII            | Deutsches Reich        | 160 PS      | 180 km/h             | 902 kg     | 2                         | 5.640 m    |
| L.F.G. Roland D.VIa    | Deutsches Reich        | 160 PS      | 190 km/h             | 820 kg     | 2                         | 5.500 m    |
| Siemens-Schuckert D.IV | Deutsches Reich        | 160 PS      | 190 km/h             | 735 kg     | 2                         | 8.000 m    |
| Fokker D.VIII          | Deutsches Reich        | 110 PS      | 204 km/h             | 605 kg     | 2                         | 6.300 m    |
| SPAD S.XIII            | Frankreich             | 220 PS      | 222 km/h             | 820 kg     | 2                         | 6.650 m    |
| Sopwith Snipe          | Vereinigtes Königreich | 230 PS      | 195 km/h             | 955 kg     | 2                         | 6.100 m    |
| Sopwith Dolphin        | Vereinigtes Königreich | 200 PS      | 211 km/h             | 890 kg     | 2                         | 6.100 m    |
| Sopwith Camel          | Vereinigtes Königreich | 130 PS      | 185 km/h             | 659 kg     | 2 und vier 11,3-kg-Bomben | 5.791 m    |
| S.E.5a                 | Vereinigtes Königreich | 200 PS      | 222 km/h             | 880 kg     | 2                         | 5.185 m    |

## Erhaltene Flugzeuge
Eine erhaltene A.1 Balilla ist im historischen Museum von Bergamo ausgestellt.